# James Stephen Sullivan
James Stephen Sullivan (* 23. Juli 1929 in Kalamazoo, Michigan; † 12. Juni 2006 in Fargo, North Dakota) war ein US-amerikanischer Geistlicher und römisch-katholischer Bischof von Fargo.

## Leben
James Stephen Sullivan empfing am 4. Juni 1955 das Sakrament der Priesterweihe für das Bistum Lansing. Sullivan war Generalvikar des Bistums Lansing.
Am 25. Juli 1972 ernannte ihn Papst Paul VI. zum Titularbischof von Siccesi und bestellte ihn zum Weihbischof in Lansing. Der Bischof von Lansing, Alexander Mieceslaus Zaleski, spendete ihm am 21. September desselben Jahres die Bischofsweihe; Mitkonsekratoren waren der Bischof von Reno, Michael Joseph Green, und der Bischof von Kalamazoo, Paul Vincent Donovan. Am 29. März 1985 ernannte ihn Johannes Paul II. zum Bischof von Fargo. Die Amtseinführung erfolgte am 30. Mai desselben Jahres.
Papst Johannes Paul II. nahm am 18. März 2002 das von James Stephen Sullivan aus Krankheitsgründen vorgebrachte Rücktrittsgesuch an.